# Arci Kempner
Arci Zélia Mensch Kempner (Porto Alegre, 3 de fevereiro de 1934) é uma arqueira brasileira. Representou o Brasil nos Jogos Olímpicos de Verão de 1980, quando o país enviou seus primeiros atletas no tiro com arco. Possui uma medalha em Jogos Pan-Americanos. 

## Biografia
Nascida em Porto Alegre, foi morar no Rio de Janeiro. Incentivada pelo marido, começou a praticar tiro com uma carabina de ar no Fluminense. Em 1968, começou a praticar tiro com arco, indo para o Club Municipal.
Começou a se destacar na modalidade, sendo considerada uma das revelações no tiro com arco. Durante o Torneio das Américas de 1978, ficou na frente da campeã olímpica e mundial Luann Ryon e levou a equipe feminina ao segundo lugar. No último dia, teve uma queda na performance, ficando em quinto lugar. Foi também campeã brasileira no tiro com arco.
Ganhou a medalha de bronze nos Jogos Pan-Americanos de 1979 ao lado de Claudia Nunez e Daisy Schmidt na prova recurvo feminino. Na prova individual feminina, terminou em 26.º lugar com 2.186 pontos marcados.
Arci competiu nos Jogos Olímpicos de Verão de Moscou 1980, conseguindo o 25º lugar na disputa feminina. Em uma entrevista ao Jornal dos Sports, Arci contou que enfrentou dificuldades, como ter recebido a convocação faltando 30 dias para os Jogos, enquanto que as outras competidoras tiveram um preparo de cerca de dois anos. Durante a preparação, treinou sozinha no CEFAN, recebendo o auxílio pontual do colega Jorge Azevedo.
Após a competição, passou por uma cirurgia no ombro, afetando o seu desempenho. Dessa forma, não pôde mais atuar como destra, praticando como canhota. Chegou a conseguir índices para as Olimpíadas de 1988 e 1992, mas optou por não participar.
Continuou a praticar o tiro com arco e tentou buscar uma vaga para os Jogos Pan-Americanos de 2007, no Rio de Janeiro, aos 72 anos. Entretanto, a recuperação de um câncer de mama a afastou da disputa.